# Procol Harum (album)
Procol Harum is het debuutalbum van de gelijknamige band.
Procol Harum had al diverse personeelswisselingen erop zitten toen in juli 1967 begonnen werd aan de opnamen voor dit album in de Advision Studios in Londen. Muziekproducent Denny Cordell stamde nog uit het monotijdperk, zodat de elpee ook als zodanig geperst werd, mono was overigens nog de standaard. Voor de Amerikaanse persing werd gekozen voor een omzetting naar stereo; het album verscheen daar drie maanden eerder dan in de rest van de wereld. Het album verscheen in een aantal versies, afhankelijk van welk nummer waar een hit was geweest. Zo had de Amerikaanse versie direct de hit A Whiter Shade of Pale, maar de Europese versies soms niet. Nederland en Duitsland persten Homburg erop mee, maar Engeland weer niet. Het album kreeg na de oorspronkelijke uitgave talloze heruitgaven, waarbij er door de maximale speelduur van de compact disc steeds meer nummers bijgeperst konden worden, uitgangspunt daarbij leek de Engelse persing.  
Het album werd gestoken in een zwart-witte hoes met een weergave van een houtsnede van een witte vrouw met lang haar met op de achtergrond een boom; het ontwerp is afkomstig van Dickinson, de vrouw van tekstschrijver Keith Reid. 

## Musici
- Gary Brooker – zang, piano
- Robin Trower – gitaar
- Matthew Fisher – hammondorgel
- Dave Knights – basgitaar
- B.J. Wilson – drumstel

Daar waar A Whiter Shade of Pale werd meegeperst spelen Ray Royer en Bill Eyden in de plaats van Robin Trower en B.J. Wilson. Bij opnamen in juni 1967 kan de drummer ook Bobby Harrison zijn, opvolger van Bill Eyden. Het album was in mei, juni en juli 1967 in eerste instantie opgenomen in de Olympic Studios in de samenstelling Brooker, Royer, Fisher, Knights en Harrison, maar men was er ontevreden over, die samenstelling is wel te horen op de Easybeatsessies.

## Muziek

### Album Nederlandse en Duitse persing
| Nr. | Titel                                                 | Duur |
| --- | ----------------------------------------------------- | ---- |
| 1.  | Homburg (Brooker, Reid)                               | 3:55 |
| 2.  | She wandered through the garden fence (Brooker, Reid) | 3:29 |
| 3.  | Something following me (Brooker, Reid)                | 3:40 |
| 4.  | Mabel (Brooker, Reid)                                 | 1:55 |
| 5.  | Cerdes (Outside the gates of) (Brooker, Reid)         | 5:07 |

| Nr. | Titel                                        | Duur |
| --- | -------------------------------------------- | ---- |
| 1.  | A Christmas calem (Brooker, Reid)            | 4:54 |
| 2.  | Kaleidoscope (Brooker, Reid)                 | 2:57 |
| 3.  | Salad days (are heren again) (Brooker, Reid) | 3:44 |
| 4.  | Conquistador (Brooker, Reid)                 | 2:40 |
| 5.  | Repent Walpurgis (Fisher)                    | 5:05 |

### Heruitgave 2015
In 2015 bracht Esoteric Recordings een heruitgave uit, waarbij aanvullende tracks en remixen te horen zijn; de eerste compact disc bestaat dan voor de helft uit de Britse persing met aanvullingen; de tweede compact disc bevat alleen maar aanvullingen etc. Het bevat tevens de poster die ooit werd meeverkocht in de Verenigde Staten, en een nieuw begeleidend boekwerkje met wat uitleg over de opnamehistorie en toelichting op enkele nummers, met name het verhaal over de auteursrechtenstrijd over A Whiter Shade of Pale (zie daar). Something following me zou de eerste song van Brooker en Reid zijn; op Mabel speelt Rocky Dijon mee, bekend van Sympathy for the Devil van The Rolling Stones. Salad days is te horen in de film Separation van Jack Bond met Jane Arden. Pandora's Box zou later uitgewerkt opnieuw opgenomen worden voor Procol's ninth. Esoteric ontleende haar gegevens aan het boek Procol Harum – The ghost of A whiter shade of pale van Henry Scott-Irvine, dat in april 2015 werd uitgebracht bij Omnibus Press.
| Nr. | Titel | Duur |
| --- | --- | ---- |
| 1.  | Conquistador (van Britse persing)                                                                          | 2:41 |
| 2.  | She wandered through the garden fence (van Britse persing)                                                 | 3:25 |
| 3.  | Something following me (van Britse persing)                                                                | 3:38 |
| 4.  | Mabel (van Britse persing)                                                                                 | 1:54 |
| 5.  | Cerdes (Outside the gates of) (van Britse persing)                                                         | 5:04 |
| 6.  | A Christmas camel (van Britse persing)                                                                     | 4:50 |
| 7.  | Kaleidoscope (van Britse persing)                                                                          | 2:55 |
| 8.  | Salad days are here again (van Britse persing)                                                             | 3:40 |
| 9.  | Good Captain Clack (van Britse persing)                                                                    | 1:31 |
| 10. | Repent Walpurgis (van Britse persing)                                                                      | 5:06 |
| 11. | A Whiter Shade of Pale (singleversie)                                                                      | 4:08 |
| 12. | Lime Street Blues (B-kant van A Whiter Shade of Pale)                                                      | 2:52 |
| 13. | Homburg (singleversie)                                                                                     | 3:57 |
| 14. | Good Captain Clack (B-kant van Homburg)                                                                    | 1:29 |
| 15. | Alpha (niet eerder uitgegeven track)                                                                       | 3:50 |
| 16. | Salad days (are here again) (instrumentale versie opgenomen 29 maart 1967 met Royer en Eyden)              | 4:13 |
| 17. | Understandably blue (niet eerder uitgegeven track, 17 juli 1967; origineel bedoeld voor Dusty Springfield) | 3:00 |
| 18. | Pandora’s box (instrumentaal, 24 augustus 1967)                                                            | 3:05 |
| 19. | Cerdes (Outside the gates of) (alternatieve mix)                                                           | 4:45 |
| 20. | Something following me (alternatieve mix)                                                                  | 3:39 |

| Nr. | Titel                                                                             | Duur |
| --- | --------------------------------------------------------------------------------- | ---- |
| 1.  | A Whiter Shade of Pale (lange versie van 29 maart 1967)                           | 6:05 |
| 2.  | Homburg (lange versie)                                                            | 5:34 |
| 3.  | Repent Walpurgis (lange versie)                                                   | 7:27 |
| 4.  | Conquistador (stereoversie uit 1971)                                              | 2:40 |
| 5.  | She wandered through the garden fence (stereoversie 1971)                         | 3:27 |
| 6.  | Something following me (stereoversie)                                             | 3:47 |
| 7.  | Mabel (stereoversie)                                                              | 1:56 |
| 8.  | Kaleidoscope (stereoversie)                                                       | 3:09 |
| 9.  | Cerdes (Outside the gates of) (stereoversie)                                      | 5:23 |
| 10. | Homburg (stereomix uit 1971)                                                      | 3:57 |
| 11. | Morning dew (BBC opname 14 juni 1967 voor Easybeat)                               | 3:12 |
| 12. | A Whiter Shade of Pale (BBC opname 14 juni 1967 voor Easybeat)                    | 5:12 |
| 13. | Mabel (BBC opname 14 juni 1967 voor Easybeat)                                     | 1:38 |
| 14. | Homburg (BBC opname 27 september 1967 voor Top Gear)                              | 3:50 |
| 15. | Good Captain Clack (BBC opname 27 september 1967 voor Top Gear)                   | 1:18 |
| 16. | She wandered through te garden fence (BBC opname 27 september 1967 voor Top Gear) | 3:12 |
| 17. | Kaleidoscope (BBC opname 27 september 1967 voor Top Gear)                         | 2:27 |